# Karl Franz Hoenicka
Karl Franz von Hoenicka (18. století – 10. dubna nebo 13. dubna 1807, Heřmanovy Sejfy) byl evangelický duchovní a superintendent.
Dne 6. července 1788 byl instalován do úřadu prvního pastora evangelického sboru v haličském Dornfeldu.
V evangelickém sboru v Heřmanových Sejfech, kam přišel z Dornfeldu, působil od května 1790 do své smrti. Dvorským dekretem z 27. února 1800 byl jmenován superintendentem evangelické církve a. v. v Čechách. Během vykonávání úřadu superintendenta ordinoval tři kazatele.
Zemřel raněn mrtvicí[nepřesný odkaz].